# Hermila García Quiñones
Hermila García Quiñones (* 23. September 1972 in Los Garcia; † 29. November 2010 bei Los Garcia) war eine mexikanische Polizeichefin.

## Leben
Hermila García Quiñones studierte zunächst Informatik und Computertechnologie in Delicias, anschließend Rechtswissenschaften am Centro de Estudios Universitarios del Norte. Sie war fünf Jahre lang im Büro des Generalstaatsanwalts in Delicias tätig. Zudem engagierte sie sich in verschiedenen öffentlichen Ämtern.
García wurde am 9. Oktober 2010 zur Direktorin der Abteilung für die öffentliche Sicherheit der Stadt Meoqui gewählt und war damit auch Polizeichefin der Stadt Meoqui im Bundesstaat Chihuahua. Sie war die erste Frau in dieser Position in Mexiko.
Am 29. November 2010 wurde sie Opfer eines Attentats. Sie war ledig und kinderlos.